# Tim Loderus
Tim Loderus is een personage uit de Nederlandse soapserie Goede tijden, slechte tijden. Tim debuteerde op 22 juni 2012 en wordt sindsdien gespeeld door acteur Beau Schneider. Vanwege het overlijden van Schneiders moeder Will van Kralingen in 2012 werd de rol van Tim twee weken waargenomen door acteur Ayal Oost. Schneider auditeerde al eerder voor de rol van Fos Fischer en Dex Huygens. Het personage is wat zijn achternaam betreft vernoemd naar een medewerker bij RTL Nederland.

## Totstandkoming
Bij de introductie van het gezin Bouwhuis in het najaar van 2010 hadden de makers van de serie te kennen gegeven het familiegevoel terug te willen brengen in de serie. Met het overlijden van Edwin Bouwhuis (Raynor Arkenbout) in januari 2012 viel er een belangrijk lid van de familie weg. De schrijvers wilden zich blijven concentreren op de verwikkelingen van de familie Bouwhuis en introduceerden daarom de buitenechtelijke zoon van Anton, Tim Loderus. De rol van Tim moest in bepaalde opzichten het tegenovergestelde zijn van de andere zoon des huizes, Sjoerd. Sjoerd is een ietwat agressieve, losbandige jongen en Tim daarentegen is een leergierig en welopgevoede jongen.
Bij het uitkiezen van de acteurs liet men zijn oog vallen op Beau Schneider, afkomstig uit een acteursfamilie. Schneider vertoonde vele gelijkenissen in uiterlijke kenmerken met zijn vader in de serie, Joep Sertons. In een interview met Peter van der Vorst in 2013 liet Schneider weten dat hij al eerder had geauditeerd voor een rol in de soap. In 2005 auditeerde hij voor de rol van Fos Fischer en in 2008 opnieuw voor de rol van Dex Huygens. Vanwege het overlijden van moeder Will van Kralingen in 2012 onderbrak Schneider zijn werkzaamheden bij de soap voor een periode van twee weken. Zijn rol werd tijdelijk waargenomen door acteur Ayal Oost. Het personage verliet de serie in oktober-november 2015 voor 6 maanden om na een tijdelijke terugkeer van 3 weken op 23 maart 2016 de serie definitief te verlaten. Op 4 november datzelfde jaar werd door Schneider zelf bekendgemaakt dat hij tijdelijk terugkomt, dit nadat hij door meerdere fans was gespot bij de studio's.

## Levensverhaal

### Tim en Rikki
Het was Sjoerds grote droom om naar Zuid-Afrika te gaan en de Big Five te bekijken.
Ze besluiten dit te doen en daarmee de familieband te versterken. Tim wordt in Zuid-Afrika verliefd op Rikki. Dit blijkt wederzijds. Uiteindelijk komt Sjoerd erachter en raakt hij aan de drugs. Vanaf dan heeft Tim een relatie met Rikki.

### Sjoerds verslaving
Wanneer Sjoerd helemaal ontspoort, heeft hij op een dag ruzie met zijn dealer. Tim springt tussenbeide en krijgt een trap tegen zijn borst en hoofd. Hij wordt afgevoerd naar het ziekenhuis en ligt in coma. Zijn moeder Julia komt naar Meerdijk om bij haar zoon te zijn. Nadat Sjoerd zijn broer in het ziekenhuis heeft zien liggen komt hij tot inkeer en stopt met het gebruiken van drugs. Als Tim wakker wordt wil Sjoerd meteen zijn excuses aanbieden en vertellen dat hij stopt. Tim wil hier niets van weten want hij is woedend op Sjoerd. Als Tim in bed een boekje gaat lezen, komt hij erachter dat hij niet meer kan lezen. Toch besluit hij door te gaan met zijn studie; maar op een later moment krijgt hij te horen dat hij zijn studie niet meer mag afmaken.

### Tim in het meer
Tim krijgt, na een flink aantal tegenvallers voor Rikki, geen aandacht meer van haar. Hij vindt een luisterend oor bij Sjors Langeveld, en hij wordt verliefd op haar. Tim maakt het een paar weken later uit met Rikki, omdat het tussen hen niet meer werkt. Ook al is Sjors ook verliefd op Tim, ze wil niets met hem beginnen, omdat ze Rikki niet wil kwetsen. Rond dezelfde tijd gaat Tims vader Anton vreemd met Julia. Antons vrouw Bianca Brandt wil scheiden, en iedereen in huize Bouwhuis (Bianca, haar zoon Sjoerd en Tim) krijgt een hekel aan Anton. Als Anton Bianca troost terwijl ze daar geen behoefte aan heeft, ontstaat er ruzie tussen Anton en Tim, die voor Bianca opkomt. Anton beledigt Tim zo diep dat hij naar het meer van Meerdijk gaat en erin loopt, om de kou te voelen. Wat hij niet weet is dat Lucas Sanders en Bing Mauricius een joyride maken met de boot van Lucas' oom Ludo, die ze "geleend" hebben. Ze varen tegen Tim aan, maar als ze kijken of er iemand in het water ligt zien ze een stuk hout en ze denken dat ze daar tegen aan hadden gevaren.
Enkele dagen later komt Tim bij in een vreemd huis. Het blijkt het huis van ene Willem, die hem een paar dagen eerder uit het meer heeft opgevist. Tim heeft enkele ribben gekneusd en een knal tegen zijn hoofd gehad, maar verder gaat het goed met hem. Tim zegt niet gevonden te willen worden, maar dat hij wel met Bianca zou willen spreken. Willem gaat naar Meerdijk om Bianca op te zoeken en hij vindt haar in Lorena's Kapsalon, maar keert om zonder iets te zeggen. Er wordt een grootschalige zoektocht naar Tim ingezet door de familie Bouwhuis en de politie.

### Terug in Meerdijk
Willem heeft Tim maandenlang vastgehouden, hij heeft hem met medicatie in slaap gehouden. Na een tijdje stopt hij hiermee en komt Tim uit zijn diepe slaap. Willem praat op Tim in om niet terug te gaan naar zijn familie; ze zouden niet goed voor hem zijn. Hij probeert Tim mee te lokken voor een vakantie naar Frankrijk. Op een dag, als Willem boodschappen doet, gaat Tim aan de wandel, hij loopt naar Meerdijk. Daar ziet hij Sjors op een bankje zitten met Bing en Tim voelt zich wederom afgewezen. Wat hij niet weet, is dat Bing Sjors aan het troosten was vanwege hem. Hij gaat terug naar het meer en gaat op het strandje liggen huilen. Even later staat hij op en gaat weer terug naar het huis van Willem. Op dat moment komt Sjors ook aan bij het meer en ziet Tim weglopen op de dijk. Ze gaat hem achterna en roept hem, hij hoort haar niet. Hierdoor weet Sjors zeker dat Tim nog leeft en probeert de familie Bouwhuis hiervan te overtuigen. Zij vinden dat ze te ver gaat en zeggen haar niet meer bij hen te komen. Sjors blijft erbij en op een gegeven moment is Anton het zo zat dat hij Sjors meeneemt naar het huis van Willem. Hij wil binnen kijken en min of meer laat Willem dit toe. Hij zag Sjors en Anton al aankomen en heeft Tim gekneveld en in een rieten kist verstopt. Hierdoor hoort Tim wel alles wat er gezegd wordt en hoort hij ook dat Sjors van hem houdt.
Hierna haalt Willem hem uit de kist en bindt hem vast op bed. Willem vertelt dat hij zich, na de dood van zijn vrouw, erg eenzaam voelt en Tim daarom bij zich wil houden. Tim weet zo op hem in te praten dat hij hem losmaakt en Willem zonder hem naar Frankrijk vertrekt. Op het moment dat Willem wegrijdt, komt hij Sjors tegen. Nadat zij de verbrande brieven heeft gevonden, eist ze dat Willem zegt waar Tim is. Willem zegt niets en rijdt weg. Dan wil Sjors ook wegfietsen, maar ze hoort dat iemand haar roept. Daar komt Tim aan gelopen, ze vliegen elkaar in de armen. Sjors neemt Tim mee naar huis en ze zijn helemaal gelukkig.
Na een aantal weken gaat het steeds slechter tussen de twee en besluiten ze te gaan scheiden, vervolgens pakt Tim zijn spullen en vertrekt naar Afrika. Tim laat Sjors met een gebroken hart achter.
Begin 2017 keert Tim terug voor de bruiloft van zijn vader met Linda Dekker. Ruim een jaar later in 2018 komt Tim wederom terug dit keer voor de bruiloft van zijn broer met Aysen Baydar. Ook proberen hij en Sjors het nog een keer, maar Sjors komt erachter dat zij meer van Amir houdt en dat Tim echt verleden tijd is. Na de bruiloft die Sjoerd tijdens de ceremonie afkapt, besluit Tim samen met Sjoerd op wereldreis te gaan. Daarna zou Tim weer terugkeren naar Kenia.
In december 2021 krijgt Tim van Ludo Sanders en Janine Elschot een ticket om de kerstdagen bij Anton en Linda te vieren op Bonaire.